# Journées du chaos
Les Journées du Chaos (allemand : Chaostage) désignent des séries de concerts organisées par la scène punk rock allemande. Les premières Journées du chaos ont lieu en 1983 à Hanovre, capitale de la Basse-Saxe, et sont dirigés contre un projet de fichage des punks par la police. Lors des Journées du chaos qui ont eu lieu plus ou moins régulièrement depuis lors, il y a toujours eu — en particulier lors des Journées du chaos de 1995 — de violents débordements et affrontements avec la police. Outre les punks, les marginaux et d'autres groupes de gauche et d'extrême gauche, des hooligans, des skinheads ainsi que d'autres types de jeunes et adultes enclins à l'expérience et à la violence y ont parfois participé.
Dans le monde germanophone, le terme Chaostage est également utilisé dans d'autres contextes,.

## Histoire

### Années 1980

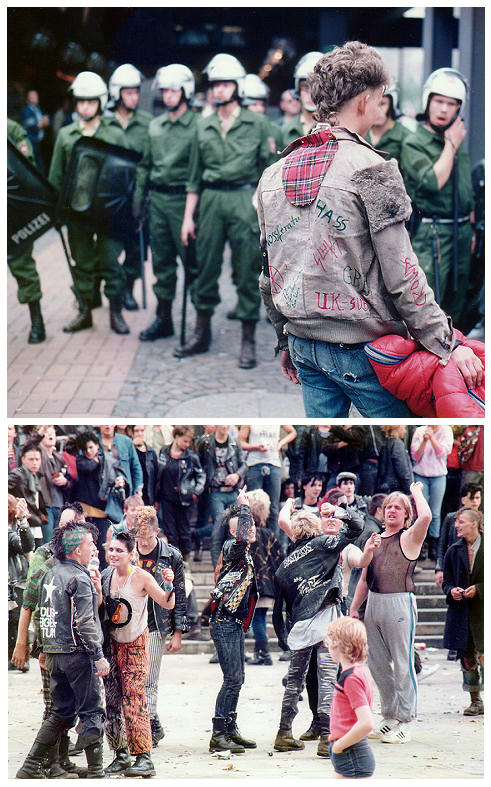
Journées du Chaos à Hanovre en 1984.

Un précurseur des Journées du chaos de Hanovre a lieu en 1982 pendant plusieurs samedis à Wuppertal. La raison en était la tentative de la municipalité locale d'interdire aux punks résidant dans la ville de se rassembler autour d'une fontaine centrale du centre-ville. Cette décision a toutefois l'effet inverse : de nombreux habitants ainsi que des punks d'autres localités se sont réunis à Wuppertal. Ces rencontres ont été appelées « rencontres punk de Wuppertal » (allemand : Wuppertaler Punk-Treffs). En 1983, des affrontements ont lieu entre des punks et la police, et un an plus tard, des émeutes éclatent entre punks et skinheads d'extrême droite, faisant plusieurs blessés.
Le 18 décembre 1982 peut déjà être considéré comme la première Journée de chaos à Hanovre. Un document sonore Jello Biafra appelle à une Journée du chaos pendant le concert des Dead Kennedys deux jours plus tôt, le 16 décembre 1982, au Kursaal de Bad Honnef, en se référant également au fichier punk prévu, dans lequel les jeunes étaient enregistrés, même s'ils n'étaient pas impliqués dans des délits ou des infractions.
Les premières Journées du chaos « officielles » ont lieu du 1er au 3 juillet 1983 à Hanovre. L'idée d'un grand rassemblement punk et skin était de faire venir à Hanovre le plus grand nombre possible de personnes « dignes d'être fichées », afin de rendre ce fichage absurde. En 1984 et 1985, des punks et autres groupes de gauche se réunissent de nouveau à Hanovre, mais pendant chaque premier week-end d'août. Ces rencontres étaient à l'origine placées sous la devise Punks and Skins United. Cependant, il s'est rapidement avéré que des skins étaient infiltrés, raison pour laquelle de violents affrontements ont lieu en 1984 entre les punks et les skins dans le centre-ville. Après ces affrontements, les punks se sont retirés sur le terrain de l'UJZ Glocksee, où ils ont été encerclés par la police. Lorsque la police a fait usage de gaz lacrymogène dans la cour intérieure du site, le café de l'UJZ Glocksee a été détruit dans la panique par les punks encerclés.
Des « Journées internationales du chaos » étaient prévues pour 1989. Cependant, moins de punks que prévu se sont rendus à cette rencontre. Depuis le milieu des années 1980, de nombreux rassemblements plus ou moins importants de punks, même en dehors de Hanovre, s'appellent Chaostage, mais n'ont souvent pas grand chose en commun avec ces derniers, à part le nom. En 1987, environ 1 000 punks d'Allemagne, des Pays-Bas, de Belgique et d'Angleterre se sont rassemblés à Lübbecke, en Westphalie orientale, le deuxième week-end d'août, pour une fête de la fontaine à bière pacifique et calme. Trois ans plus tard, plus aucune bière gratuite n'a été servie aux punks,.

### Années 1990
Alors que les années à partir de 1985 avaient été largement calmes, de nouvelles journées du chaos ont eu lieu à Hanovre en 1994 et en août 1995, à la surprise générale. Les journées du chaos des années 1990 se sont caractérisées par des affrontements parfois violents entre les punks et les jeunes locaux et la police. Mais Hanovre n'a pas été le seul lieu choisi pour l'événement, l'île de Sylt a également été un « lieu de déroulement » en mars 1995.
Lors des Journées du chaos du 4 au 6 août 1995 dans le nord de Hanovre, des combats de rue ont lieu entre environ 2 000 participants et jusqu'à 3 500 policiers et agents de la police fédérale des frontières de dix Länder ; 180 policiers et un nombre indéterminé de visiteurs des Journées du chaos sont blessés. Ceux-ci ont également lieu sur le terrain du Sprengel. 220 visiteurs ont ensuite été inculpés pour différents délits. Les médias ont parlé de conditions proches de la guerre civile, et le pillage d'un supermarché Penny dans le nord de la ville a fait sensation. Le chef de la police nationale, Hans-Dieter Klosa, a déclaré après coup : « On était proche d'une guerre civile. »
Le 5 août, les événements se déplacent dans le quartier de Linden-Nord, où se déroulait au même moment le Fährmannsfest Hannover, un festival alternatif en plein air. Après l'attaque d'un stand de bière en début de soirée aux cris de « Bière gratuite pour tous ! », le Fährmannsfest est pris d'assaut par la police. Des émeutes ont également eu lieu à la Steintor.
Lors des Journées du chaos, la police avait, selon ses propres dires, misé sur une stratégie de désescalade qui a eu l'effet inverse, si bien que le ministre-président de Basse-Saxe de l'époque, Gerhard Schröder, et son ministre de l'Intérieur, Gerhard Glogowski, ont dû essuyer des critiques dans toute l'Allemagne pour leur stratégie. Au total, 400 personnes ont été blessées, dont 180 étaient des policiers.
En 1996, le premier week-end d'août, une présence policière sans précédent de plus de 10 000 agents a été mise en place dans toute la ville de Hanovre afin d'étouffer dans l'œuf toute tentative d'organiser des journées de chaos. Avec un nombre de punks qui ne dépassait pas les trois chiffres, ils y sont parvenus sans peine. Comme il y avait littéralement des policiers à chaque coin de rue dans de nombreux quartiers de la ville ce week-end-là, les critiques ont également parlé ironiquement de « journées de l'ordre »,,.

### Depuis les années 2000
Pour l'année de l'EXPO 2000, des Journées du chaos avaient de nouveau été annoncées à Hanovre, mais elles n'ont pas atteint l'ampleur de celles de 1995. L'initiateur Karl Nagel avait créé un vaste site web parodique qui suscitait des attentes complètement démesurées. Malgré ces événements, de très nombreux jeunes se trouvaient dans la ville au moment de l'Expo et des centaines d'arrestations ont été effectuées par la police, notamment sur le site de l'ancienne chocolaterie Sprengel occupée dans le nord de la ville,. De plus, un attentat avait déjà été commis par des autonomes sur la ligne de chemin de fer Hanovre-Hambourg avant l'Expo à Hanovre.
Du 3 au 5 août 2001, des journées de chaos ont été annoncées à Cottbus et Dortmund. À Cottbus, relativement peu de jeunes se sont rassemblés ; selon les rapports, 58 personnes ont été brièvement placées en garde à vue à Cottbus. À Dortmund, environ 700 punks se sont réunis et plus de 500 d'entre eux ont été placés en garde à vue après des incidents mineurs.
Du 10 au 14 octobre 2012, les « Journées internationales du chaos » ont lieu à Karlsruhe. La raison invoquée pour justifier le lieu était la « fête de la ville de Karlsruhe » (allemand : Karlsruher Stadtfest) qui se déroulait avec la « rencontre des mascottes » (allemand : Maskottchentreffen) qui avait lieu ainsi que les nombreux chantiers de la ville. Avec un fort déploiement, la police avait empêché la tentative d'environ 60 à 70 punks de pénétrer dans le Substage sur le site des anciens abattoirs. Un concert pacifique du groupe de vieux punk Slime, suivi par environ 300 personnes, se déroulait alors dans les locaux. En fin d'après-midi et en début de soirée, une soixantaine de punks s'étaient déjà retrouvés sur le Messplatz et s'y étaient installés pacifiquement. Lors de l'arrestation ou de la garde à vue ultérieure de 71 punks, qui a duré en partie jusqu'au lendemain, la police a fait usage de spray au poivre et de matraques. Au total, plus d'une centaine d'expulsions ont été prononcées par la police, dont certaines avec une interdiction de séjour dans le centre-ville jusqu'au dimanche soir inclus.
Pour 2013, un appel est lancé pour des Journées du chaos à Heidelberg le premier week-end de juillet, mais le nombre de participants est bien inférieur à ce qui avait été annoncé. Parallèlement, une nouvelle mobilisation a lieu pour Hanovre le premier week-end d'août. Un concert de fun-punk Abstürzende Brieftauben, du groupe Kein Hass da (avec le chanteur principal Karl Nagel) et de trois autres groupes a eu lieu le premier samedi d'août en marge des Chaostagen à Hanovre.